# Championnat du monde de Formule 1 1988
Navigation
1987 1989
Le championnat  du monde de Formule 1 1988 est remporté par le Brésilien Ayrton Senna sur une McLaren-Honda. McLaren remporte le championnat du monde des constructeurs.
Cette saison est la dernière où les moteurs turbocompressés sont admis, munis d'une bride pour limiter la pression d'alimentation à 2,5 bars. Elle est entièrement dominée par les pilotes McLaren-Honda. Ils réalisent un record de dix doublés et se partagent 15 victoires sur les 16 courses au programme : huit pour Ayrton Senna et sept pour Alain Prost, ils obtiennent onze victoires consécutives, un record qui ne sera battu que 35 ans plus tard par Red Bull. Seul Gerhard Berger brise cette hégémonie au volant de sa Ferrari en remportant le Grand Prix d'Italie à Monza. 
Si Prost, plus régulier que Senna, marque plus de points que son coéquipier et rival (105 à 94), le règlement permet de décompter les plus mauvais résultats de la saison pour ne retenir que les onze meilleurs. Le Brésilien remporte ainsi son premier titre mondial à 28 ans (avec 90 points contre 87 pour Prost) au cours d'une saison où il est parti treize fois de la pole position.

## Repères

### Pilotes
Débuts en tant que pilote-titulaire : 
- Julian Bailey chez Tyrrell.
- Bernd Schneider chez Zakspeed.
- Mauricio Gugelmin chez March.
- Luis Pérez-Sala chez Minardi.
- Oscar Larrauri chez Eurobrun
- Jean-Louis Schlesser chez Williams à la place de Nigel Mansell malade pour le GP d'Italie.
- Aguri Suzuki chez Larrousse pour le GP du Japon en remplacement de Yannick Dalmas malade.
- Pierre-Henri Raphanel chez Larrousse pour le GP d'Australie pour remplacer Yannick Dalmas malade.

 Transferts : 
- Nelson Piquet quitte Williams pour Lotus.
- Piercarlo Ghinzani quitte Ligier pour Zakspeed.
- Ayrton Senna quitte Lotus pour McLaren.
- Philippe Streiff quitte Tyrrell pour AGS.
- Alessandro Nannini quitte Minardi pour Benetton.
- Andrea De Cesaris quitte Brabham pour Rial.
- Stefan Johansson quitte McLaren pour Ligier.
- Stefano Modena quitte Brabham pour Eurobrun.
- Alex Caffi quitte Osella pour Scuderia Italia

 Retraits : 
- Pascal Fabre (11 GP en 1987).
- Teo Fabi (64 GP, 3 pole positions, 2 meilleurs tours, 2 podiums et 23 points entre 1982 et 1987).
- Franco Forini (2 GP en 1987).

 Retours : 
- Nicola Larini (1 GP en 1987) chez Osella
- Gabriele Tarquini (1 GP en 1987) chez Coloni.

 Retours en cours de saison : 
- Martin Brundle chez Williams pour remplacer Nigel Mansell malade pour le GP de Belgique.
- Pierluigi Martini chez Minardi à partir du GP de Detroit à la place d'Adrián Campos limogé.

### Écuries
- L'écurie Brabham Racing se retire du championnat.
- Les écuries Rial, Eurobrun et Scuderia Italia intègrent le championnat.
- Fournitures de moteurs Judd pour l'écurie Williams, March et Ligier.
- Fournitures de moteurs Honda pour l'écurie McLaren.
- Fournitures de moteurs Osella pour l'écurie Osella.
- Fournitures de moteurs Ford pour les écuries Rial, Minardi, Eurobrun et Scuderia Italia.

### Circuits
- Le Grand Prix d'Autriche disparaît du championnat et ne reviendra pas avant 10 ans lors de la saison 1997.
- Le Grand Prix du Canada revient au championnat après 1 an d'absence et se déroule toujours sur le Circuit Gilles-Villeneuve.

## Règlement sportif
- L'attribution des points s'effectue selon le barème 9, 6, 4, 3, 2, 1.
- Seuls les 11 meilleurs résultats sont retenus.

## Règlement technique
- Moteurs suralimentés : 1 500 cm³
- Moteurs atmosphériques : 3 500 cm³

## Pilotes et monoplaces
| Écurie                         | Constructeur | Châssis      | Moteur                 | Pneus | no | Pilotes               |
| ------------------------------ | ------------ | ------------ | ---------------------- | ----- | -- | --------------------- |
| Camel Team Lotus Honda         | Lotus        | 100T         | Honda 1,5L V6 turbo    | G     | 1  | Nelson Piquet         |
| Camel Team Lotus Honda         | Lotus        | 100T         | Honda 1,5L V6 turbo    | G     | 2  | Satoru Nakajima       |
| Tyrrell Racing Organisation    | Tyrrell      | 017          | Ford 3L V8             | G     | 3  | Jonathan Palmer       |
| Tyrrell Racing Organisation    | Tyrrell      | 017          | Ford 3L V8             | G     | 4  | Julian Bailey         |
| Canon Williams Team            | Williams     | FW12         | Judd 3L V8             | G     | 5  | Nigel Mansell         |
| Canon Williams Team            | Williams     | FW12         | Judd 3L V8             | G     | 5  | Martin Brundle        |
| Canon Williams Team            | Williams     | FW12         | Judd 3L V8             | G     | 5  | Jean-Louis Schlesser  |
| Canon Williams Team            | Williams     | FW12         | Judd 3L V8             | G     | 6  | Riccardo Patrese      |
| West Zakspeed Racing           | Zakspeed     | 881          | Zakspeed 1,5L V8 turbo | G     | 9  | Piercarlo Ghinzani    |
| West Zakspeed Racing           | Zakspeed     | 881          | Zakspeed 1,5L V8 turbo | G     | 10 | Bernd Schneider       |
| Honda Marlboro McLaren         | McLaren      | MP4/4        | Honda 1,5L V6 turbo    | G     | 11 | Alain Prost           |
| Honda Marlboro McLaren         | McLaren      | MP4/4        | Honda 1,5L V6 turbo    | G     | 12 | Ayrton Senna          |
| AGS Racing                     | AGS          | JH23         | Ford 3L V8             | G     | 14 | Philippe Streiff      |
| Leyton House March Racing Team | March        | 881          | Judd 3L V8             | B     | 15 | Mauricio Gugelmin     |
| Leyton House March Racing Team | March        | 881          | Judd 3L V8             | B     | 16 | Ivan Capelli          |
| USF&G Arrows Megatron          | Arrows       | A10B         | Megatron 1,5L L4 turbo | G     | 17 | Derek Warwick         |
| USF&G Arrows Megatron          | Arrows       | A10B         | Megatron 1,5L L4 turbo | G     | 18 | Eddie Cheever         |
| Benetton Formula Ltd           | Benetton     | B188         | Ford 3L V8             | G     | 19 | Alessandro Nannini    |
| Benetton Formula Ltd           | Benetton     | B188         | Ford 3L V8             | G     | 20 | Thierry Boutsen       |
| Osella Squadra Corse           | Osella       | FA1I FA1L    | Osella 1,5L V8 turbo   | G     | 21 | Nicola Larini         |
| Rial Racing                    | Rial         | ARC1         | Ford 3L V8             | B     | 22 | Andrea De Cesaris     |
| Lois Minardi Team              | Minardi      | M188         | Ford 3L V8             | B     | 23 | Adrián Campos         |
| Lois Minardi Team              | Minardi      | M188         | Ford 3L V8             | B     | 23 | Pierluigi Martini     |
| Lois Minardi Team              | Minardi      | M188         | Ford 3L V8             | B     | 24 | Luis Pérez-Sala       |
| Ligier Loto                    | Ligier       | JS31         | Judd 3L V8             | B     | 25 | René Arnoux           |
| Ligier Loto                    | Ligier       | JS31         | Judd 3L V8             | B     | 26 | Stefan Johansson      |
| Scuderia Ferrari SpA SEFAC     | Ferrari      | F1-87/88C    | Ferrari 1,5L V6 turbo  | B     | 27 | Michele Alboreto      |
| Scuderia Ferrari SpA SEFAC     | Ferrari      | F1-87/88C    | Ferrari 1,5L V6 turbo  | B     | 28 | Gerhard Berger        |
| Larrousse & Calmels F1         | Lola         | LC88         | Ford 3L V8             | G     | 29 | Yannick Dalmas        |
| Larrousse & Calmels F1         | Lola         | LC88         | Ford 3L V8             | G     | 29 | Aguri Suzuki          |
| Larrousse & Calmels F1         | Lola         | LC88         | Ford 3L V8             | G     | 29 | Pierre-Henri Raphanel |
| Larrousse & Calmels F1         | Lola         | LC88         | Ford 3L V8             | G     | 30 | Philippe Alliot       |
| Coloni SpA                     | Coloni       | FC188 FC188B | Ford 3L V8             | B     | 31 | Gabriele Tarquini     |
| Eurobrun Racing                | Eurobrun     | ER188        | Ford 3L V8             | B     | 32 | Oscar Larrauri        |
| Eurobrun Racing                | Eurobrun     | ER188        | Ford 3L V8             | B     | 33 | Stefano Modena        |
| BMS Scuderia Italia            | Dallara      | 188 3087     | Ford 3L V8             | B     | 36 | Alex Caffi            |

## Grands Prix de la saison 1988
| no  | Date         | Grand Prix                    | Lieu              | Vainqueur      | Écurie        | Pole position  | Record du tour     | Résumé |
| --- | ------------ | ----------------------------- | ----------------- | -------------- | ------------- | -------------- | ------------------ | ------ |
| 453 | 3 avril      | Grand Prix du Brésil          | Jacarepaguá       | Alain Prost    | McLaren-Honda | Ayrton Senna   | Gerhard Berger     | Résumé |
| 454 | 1er mai      | Grand Prix de Saint-Marin     | Imola             | Ayrton Senna   | McLaren-Honda | Ayrton Senna   | Alain Prost        | Résumé |
| 455 | 15 mai       | Grand Prix de Monaco          | Monaco            | Alain Prost    | McLaren-Honda | Ayrton Senna   | Ayrton Senna       | Résumé |
| 456 | 29 mai       | Grand Prix du Mexique         | Mexico            | Alain Prost    | McLaren-Honda | Ayrton Senna   | Alain Prost        | Résumé |
| 457 | 12 juin      | Grand Prix du Canada          | Montréal          | Ayrton Senna   | McLaren-Honda | Ayrton Senna   | Ayrton Senna       | Résumé |
| 458 | 19 juin      | Grand Prix de Detroit         | Détroit           | Ayrton Senna   | McLaren-Honda | Ayrton Senna   | Alain Prost        | Résumé |
| 459 | 3 juillet    | Grand Prix de France          | Le Castellet      | Alain Prost    | McLaren-Honda | Alain Prost    | Alain Prost        | Résumé |
| 460 | 10 juillet   | Grand Prix de Grande-Bretagne | Silverstone       | Ayrton Senna   | McLaren-Honda | Gerhard Berger | Nigel Mansell      | Résumé |
| 461 | 24 juillet   | Grand Prix d'Allemagne        | Hockenheim        | Ayrton Senna   | McLaren-Honda | Ayrton Senna   | Alessandro Nannini | Résumé |
| 462 | 7 août       | Grand Prix de Hongrie         | Hungaroring       | Ayrton Senna   | McLaren-Honda | Ayrton Senna   | Alain Prost        | Résumé |
| 463 | 28 août      | Grand Prix de Belgique        | Spa-Francorchamps | Ayrton Senna   | McLaren-Honda | Ayrton Senna   | Gerhard Berger     | Résumé |
| 464 | 11 septembre | Grand Prix d'Italie           | Monza             | Gerhard Berger | Ferrari       | Ayrton Senna   | Michele Alboreto   | Résumé |
| 465 | 25 septembre | Grand Prix du Portugal        | Estoril           | Alain Prost    | McLaren-Honda | Alain Prost    | Gerhard Berger     | Résumé |
| 466 | 2 octobre    | Grand Prix d'Espagne          | Jerez             | Alain Prost    | McLaren-Honda | Ayrton Senna   | Alain Prost        | Résumé |
| 467 | 30 octobre   | Grand Prix du Japon           | Suzuka            | Ayrton Senna   | McLaren-Honda | Ayrton Senna   | Ayrton Senna       | Résumé |
| 468 | 13 novembre  | Grand Prix d'Australie        | Adélaïde          | Alain Prost    | McLaren-Honda | Ayrton Senna   | Alain Prost        | Résumé |

## Classement des pilotes
| Classement | Pilote                | Points   | BRA | SMA | MON | MEX | CAN | USA | FRA | GBR | ALL | HUN | BEL | ITA | POR | ESP | JAP | AUS |
| ---------- | --------------------- | -------- | --- | --- | --- | --- | --- | --- | --- | --- | --- | --- | --- | --- | --- | --- | --- | --- |
| Champion   | Ayrton Senna          | 90 (94)  | -   | 9   | -   | 6   | 9   | 9   | 6   | 9   | 9   | 9   | 9   | -   | (1) | (3) | 9   | 6   |
| 2e         | Alain Prost           | 87 (105) | 9   | 6   | 9   | 9   | 6   | 6   | 9   | -   | 6   | (6) | (6) | -   | 9   | 9   | (6) | 9   |
| 3e         | Gerhard Berger        | 41       | 6   | 2   | 6   | 4   | -   | -   | 3   | -   | 4   | 3   | -   | 9   | -   | 1   | 3   | -   |
| 4e         | Thierry Boutsen       | 27       | -   | 3   | -   | -   | 4   | 4   | -   | -   | 1   | 4   | -   | 1   | 4   | -   | 4   | 2   |
| 5e         | Michele Alboreto      | 24       | 2   | -   | 4   | 3   | -   | -   | 4   | -   | 3   | -   | -   | 6   | 2   | -   | -   | -   |
| 6e         | Nelson Piquet         | 22       | 4   | 4   | -   | -   | 3   | -   | 2   | 2   | -   | -   | 3   | -   | -   | -   | -   | 4   |
| 7e         | Ivan Capelli          | 17       | -   | -   | -   | -   | 2   | -   | -   | -   | 2   | -   | 4   | 2   | 6   | -   | -   | 1   |
| 8e         | Derek Warwick         | 17       | 3   | -   | 3   | 2   | -   | -   | -   | 1   | -   | -   | 2   | 3   | 3   | -   | -   | -   |
| 9e         | Nigel Mansell         | 12       | -   | -   | -   | -   | -   | -   | -   | 6   | -   | -   |     |     | -   | 6   | -   | -   |
| 10e        | Alessandro Nannini    | 12       | -   | 1   | -   | -   | -   | -   | 1   | 4   | -   | -   | -   | -   | -   | 4   | 2   | -   |
| 11e        | Riccardo Patrese      | 8        | -   | -   | 1   | -   | -   | -   | -   | -   | -   | 1   | -   | -   | -   | 2   | 1   | 3   |
| 12e        | Eddie Cheever         | 6        | -   | -   | -   | 1   | -   | -   | -   | -   | -   | -   | 1   | 4   | -   | -   | -   | -   |
| 13e        | Mauricio Gugelmin     | 5        | -   | -   | -   | -   | -   | -   | -   | 3   | -   | 2   | -   | -   | -   | -   | -   | -   |
| 14e        | Jonathan Palmer       | 5        | -   | -   | 2   | -   | 1   | 2   | -   | -   | -   | -   | -   | -   | -   | -   | -   | -   |
| 15e        | Andrea De Cesaris     | 3        | -   | -   | -   | -   | -   | 3   | -   | -   | -   | -   | -   | -   | -   | -   | -   | -   |
| 16e        | Satoru Nakajima       | 1        | 1   | -   | -   | -   | -   | -   | -   | -   | -   | -   | -   | -   | -   | -   | -   | -   |
| 17e        | Pierluigi Martini     | 1        |     |     |     |     |     | 1   | -   | -   | -   | -   | -   | -   | -   | -   | -   | -   |
| 18e        | Yannick Dalmas        | 0        | -   | -   | -   | -   | -   | -   | -   | -   | -   | -   | -   | -   | -   | -   |     |     |
| 19e        | Alex Caffi            | 0        | -   | -   | -   | -   | -   | -   | -   | -   | -   | -   | -   | -   | -   | -   | -   | -   |
| 20e        | Martin Brundle        | 0        |     |     |     |     |     |     |     |     |     |     | -   |     |     |     |     |     |
| 21e        | Philippe Streiff      | 0        | -   | -   | -   | -   | -   | -   | -   | -   | -   | -   | -   | -   | -   | -   | -   | -   |
| 22e        | Luis Pérez-Sala       | 0        | -   | -   | -   | -   | -   | -   | -   | -   | -   | -   | -   | -   | -   | -   | -   | -   |
| 23e        | Gabriele Tarquini     | 0        | -   | -   | -   | -   | -   | -   | -   | -   | -   | -   | -   | -   | -   | -   | -   | -   |
| 24e        | Philippe Alliot       | 0        | -   | -   | -   | -   | -   | -   | -   | -   | -   | -   | -   | -   | -   | -   | -   | -   |
| 25e        | Stefan Johansson      | 0        | -   | -   | -   | -   | -   | -   | -   | -   | -   | -   | -   | -   | -   | -   | -   | -   |
| 26e        | Julian Bailey         | 0        | -   | -   | -   | -   | -   | -   | -   | -   | -   | -   | -   | -   | -   | -   | -   | -   |
| 27e        | Nicola Larini         | 0        | -   | -   | -   | -   | -   | -   | -   | -   | -   | -   | -   | -   | -   | -   | -   | -   |
| 28e        | René Arnoux           | 0        | -   | -   | -   | -   | -   | -   | -   | -   | -   | -   | -   | -   | -   | -   | -   | -   |
| 29e        | Stefano Modena        | 0        | -   | -   | -   | -   | -   | -   | -   | -   | -   | -   | -   | -   | -   | -   | -   | -   |
| 30e        | Jean-Louis Schlesser  | 0        |     |     |     |     |     |     |     |     |     |     |     | -   |     |     |     |     |
| 31e        | Bernd Schneider       | 0        | -   | -   | -   | -   | -   | -   | -   | -   | -   | -   | -   | -   | -   | -   | -   | -   |
| 32e        | Oscar Larrauri        | 0        | -   | -   | -   | -   | -   | -   | -   | -   | -   | -   | -   | -   | -   | -   | -   | -   |
| 33e        | Piercarlo Ghinzani    | 0        | -   | -   | -   | -   | -   | -   | -   | -   | -   | -   | -   | -   | -   | -   | -   | -   |
| 34e        | Adrián Campos         | 0        | -   | -   | -   | -   | -   |     |     |     |     |     |     |     |     |     |     |     |
| 35e        | Aguri Suzuki          | 0        |     |     |     |     |     |     |     |     |     |     |     |     |     |     | -   |     |
| 36e        | Pierre-Henri Raphanel | 0        |     |     |     |     |     |     |     |     |     |     |     |     |     |     |     | -   |

## Classement des constructeurs
| Classement | Constructeurs     | Points | BRA | SMA | MON | MEX | CAN | USA | FRA | GBR | ALL | HUN | BEL | ITA | POR | ESP | JAP | AUS |
| ---------- | ----------------- | ------ | --- | --- | --- | --- | --- | --- | --- | --- | --- | --- | --- | --- | --- | --- | --- | --- |
| Champion   | McLaren-Honda     | 199    | 9   | 15  | 9   | 15  | 15  | 15  | 15  | 9   | 15  | 15  | 15  | -   | 10  | 12  | 15  | 15  |
| 2e         | Ferrari           | 65     | 8   | 2   | 10  | 7   | -   | -   | 7   | -   | 7   | 3   | -   | 15  | 2   | 1   | 3   | -   |
| 3e         | Benetton-Ford     | 39     | -   | 4   | -   | -   | 4   | 4   | 1   | 4   | 1   | 4   | -   | 1   | 4   | 4   | 6   | 2   |
| 4e         | Lotus-Honda       | 23     | 5   | 4   | -   | -   | 3   | -   | 2   | 2   | -   | -   | 3   | -   | -   | -   | -   | 4   |
| 5e         | Arrows-Megatron   | 23     | 3   | -   | 3   | 3   | -   | -   | -   | 1   | -   | -   | 3   | 7   | 3   | -   | -   | -   |
| 6e         | March-Judd        | 22     | -   | -   | -   | -   | 2   | -   | -   | 3   | 2   | 2   | 4   | 2   | 6   | -   | -   | 1   |
| 7e         | Williams-Judd     | 20     | -   | -   | 1   | -   | -   | -   | -   | 6   | -   | 1   | -   | -   | -   | 8   | 1   | 3   |
| 8e         | Tyrrell-Ford      | 5      | -   | -   | 2   | -   | 1   | 2   | -   | -   | -   | -   | -   | -   | -   | -   | -   | -   |
| 9e         | Rial-Ford         | 3      | -   | -   | -   | -   | -   | 3   | -   | -   | -   | -   | -   | -   | -   | -   | -   | -   |
| 10e        | Minardi-Ford      | 1      | -   | -   | -   | -   | -   | 1   | -   | -   | -   | -   | -   | -   | -   | -   | -   | -   |
| 11e        | Lola-Ford         | 0      | -   | -   | -   | -   | -   | -   | -   | -   | -   | -   | -   | -   | -   | -   | -   | -   |
| 12e        | Dallara-Ford      | 0      | -   | -   | -   | -   | -   | -   | -   | -   | -   | -   | -   | -   | -   | -   | -   | -   |
| 13e        | AGS-Ford          | 0      | -   | -   | -   | -   | -   | -   | -   | -   | -   | -   | -   | -   | -   | -   | -   | -   |
| 14e        | Coloni-Ford       | 0      | -   | -   | -   | -   | -   | -   | -   | -   | -   | -   | -   | -   | -   | -   | -   | -   |
| 15e        | Ligier-Judd       | 0      | -   | -   | -   | -   | -   | -   | -   | -   | -   | -   | -   | -   | -   | -   | -   | -   |
| 16e        | Osella-Alfa Romeo | 0      | -   | -   | -   | -   | -   | -   | -   | -   | -   | -   | -   | -   | -   | -   | -   | -   |
| 17e        | Eurobrun-Ford     | 0      | -   | -   | -   | -   | -   | -   | -   | -   | -   | -   | -   | -   | -   | -   | -   | -   |
| 18e        | Zakspeed          | 0      | -   | -   | -   | -   | -   | -   | -   | -   | -   | -   | -   | -   | -   | -   | -   | -   |